# Spacebrock
Albums de Hawkwind
In Your Area
(1999) Yule Ritual
(2001)
Spacebrock est un album studio du groupe de space rock britannique Hawkwind. Il est sorti en 2000 sur le label Hawkwind Records, une filiale de la maison de disques Voiceprint Records (en).

## Fiche technique

### Chansons
Toutes les chansons sont écrites et composées par Dave Brock, sauf mention contraire.
| No  | Titre                        | Auteur                      | Durée |
| --- | ---------------------------- | --------------------------- | ----- |
| 1.  | Life Form                    |                             | 1:42  |
| 2.  | Some People Never Die        |                             | 4:02  |
| 3.  | Dreamers                     |                             | 3:40  |
| 4.  | Earth Breath                 |                             | 1:36  |
| 5.  | You Burn Me Up               |                             | 4:34  |
| 6.  | The Right Way                |                             | 0:53  |
| 7.  | Sex Dreams                   | Dave Brock, Richard Jackson | 3:48  |
| 8.  | To Be or Not                 |                             | 2:12  |
| 9.  | Kauai                        |                             | 1:35  |
| 10. | Earth Calling                |                             | 3:47  |
| 11. | The Starkness of the Capsule |                             | 3:13  |
| 12. | Behind the Face              |                             | 3:15  |
| 13. | Space Brock                  |                             | 4:47  |
| 14. | Space Pilots                 |                             | 2:01  |
| 15. | 1st Landing                  | Dave Brock, Robert Calvert  | 1:46  |
| 16. | The Journey                  |                             | 2:48  |
| 17. | Do You Want This Body        |                             | 6:34  |

### Musiciens
- Dave Brock : chant, guitare, claviers, synthétiseurs, samples, effets
- Crum : claviers sur Dreamers
- Richard Jackson : programmation sur Sex Dreams
- Hawkman : basse, violon
- Richard Chadwick : batterie sur Dreamers, Earth Calling et Space Pilots
- Martin Griffin : batterie sur Some People Never Die
- Dr Technical : batterie, synthétiseurs
- Liquid Groove : présence sur The Journey
- Capt. Natty : chant sur Do You Want This Body